# 巴特利·胡禮-菲臘斯
巴特利·胡禮菲臘斯（Bradley Wright-Phillips，1983年3月12日—），是一名英格蘭職業足球運動員，司職前鋒。巴特利父親是阿仙奴名宿伊恩·胡禮，兄長是肖恩·赖特-菲利浦斯，兩兄弟曾一同效力紐約紅牛。 
除英格蘭外，巴特利-胡禮菲臘斯還可以透過他的血統代表 格林納達、牙買加和特立尼亞和托巴哥。

## 榮譽
- 英甲冠軍： 2011–12

紐約紅牛
- 美職聯支持者之盾： 2013, 2015

個人
- PFA年度最佳陣容（英甲）： 2010–11
- 美職聯金靴獎： 2014
- 嘉實多指數（Castrol Index）美職聯最佳球員： 2014[3]
- 紐約紅牛最佳球員： 2014[4]
- 美職聯最佳11人： 2014